# Bärbar spelkonsol

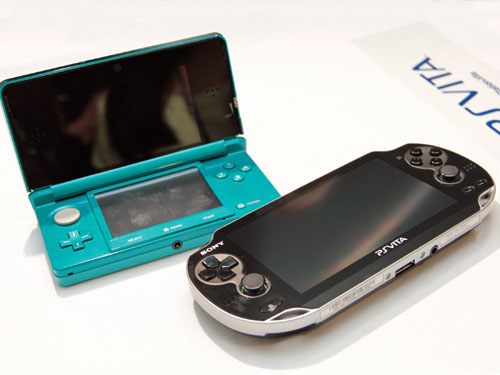
Nintendo 3DS och Playstation Vita.

En bärbar spelkonsol, även kallad en portabel spelkonsol eller en handhållen spelkonsol är en spelkonsol som är mindre än en stationär spelkonsol, och enkel att bära med sig var som helst. 1977 lanserade Mattel det första bärbara elektroniska spelet, med Auto Race. Senare skapade Coleco och Milton Bradley sina egna bärbara spel. Den äldsta bärbara konsolen där man kan byta mellan olika spel är Milton Bradleys Microvision från 1979.
Nintendo anses ha populariserat fenomenet med sin Game Boy 1989 och dominerade ännu 2014 marknaden med  Nintendo 2DS och 3DS.

### Fotnoter
1. ↑  Bill Loguidic, Matt Barton (15 augusti 2008). ”A History of Gaming Platforms: Mattel Intellivision”. Gamasutra. http://www.gamasutra.com/php-bin/news_index.php?story=18518. Läst 18 juni 2014.
2. ↑  Demaria, Rusel; Johnny L. Wilson (2002). High Score! The Illustrated History of Video games. McGraw-Hill. sid. 31–32. ISBN 978-0-07-222428-3. http://books.google.com/?id=HJNvZLvpCEQC&printsec=frontcover&dq=High+Score!+The+Illustrated+History+of+Video+games
3. ↑  Tom East (11 november 2009). ”History Of Nintendo: Game Boy”. Official Nintendo Magazine. Arkiverad från originalet den 10 november 2014. https://web.archive.org/web/20141110045319/http://www.officialnintendomagazine.co.uk/13153/features/history-of-nintendo-game-boy/. Läst 18 juni 2014.
4. ↑  Steinbock, Dan; Johnny L. Wilson (28 januari 2007). The Mobile Revolution. Kogan Page. sid. 150. ISBN 978-0-7494-4850-9. http://books.google.com/?id=cUQ1y4iNrGcC&pg=PA150&lpg=PA150&dq=popularizing+the+handheld+console+concept+nintendo
5. ↑  Patsuris, Penelope (7 juni 2014). ”Sony PSP Vs. Nintendo DS”. Forbes. http://www.forbes.com/2004/06/07/cx_pp_0607mondaymatchup.html.
6. ↑  Hutsko, Joe (25 mars 2000). ”88 Million and Counting; Nintendo Remains King of the Handheld Game Players”. The New York Times. http://www.nytimes.com/2000/03/25/business/88-million-and-counting-nintendo-remains-king-of-the-handheld-game-players.html?pagewanted=all. Läst 18 juni 2014.